# Análisis FODA

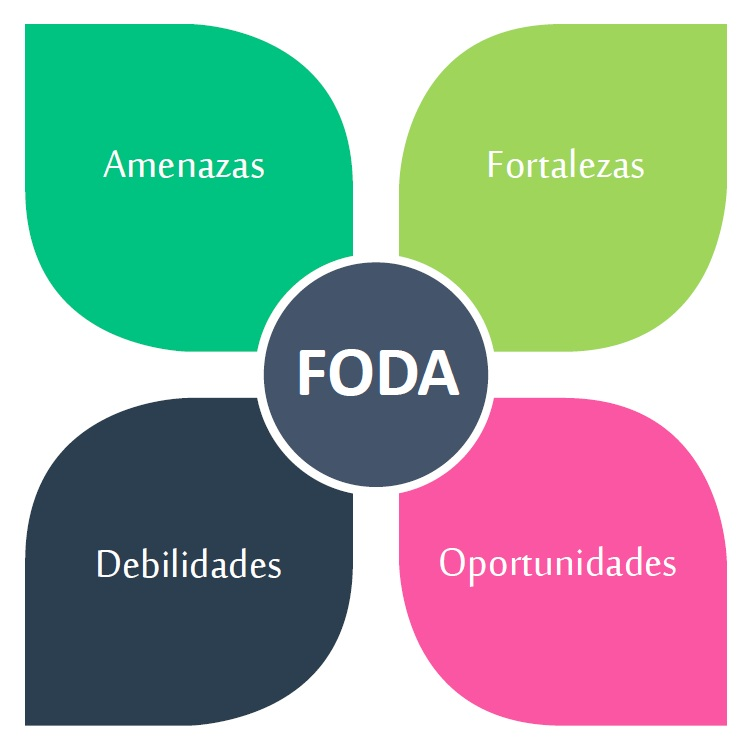
Matriz Análisis FODA.

El análisis FODA (Fortalezas, Oportunidades, Debilidades, Amenazas), también conocido como análisis DAFO o análisis DOFA, es una herramienta de estudio de la situación de una empresa, institución, proyecto o persona, analizando sus características internas (Debilidades y Fortalezas) y su situación externa (Amenazas y Oportunidades) en una matriz cuadrada. 
Proviene de las siglas en inglés SWOT (Strengths, Weaknesses, Opportunities y Threats). Es una herramienta para conocer la situación real en que se encuentra una organización, empresa o proyecto, y planear una estrategia a futuro.
El objetivo del análisis FODA es determinar las ventajas competitivas de la empresa bajo análisis y la estrategia genérica que más le convenga, en función de sus características propias y de las del mercado en que se mueve. Además, permite realizar un diagnóstico de los factores del micro-entorno de la organización, lo que permite desarrollar estrategias que afronten amenazas y trabajen con las debilidades por medio del uso de las fortalezas y aprovechamiento de oportunidades. En resumen, sus objetivos específicos son:
- Servir como base de un plan estratégico.
- Analizar completamente el panorama actual del mercado.
- Apoyar en la toma de decisiones estratégicas.

## Análisis interno
Los elementos internos que se deben examinar durante el análisis FODA corresponden a las fortalezas y debilidades que se tienen respecto a la disponibilidad de recursos de capital, personal, activos, calidad de producto, estructura interna y de mercado, percepción de los consumidores, entre otros. 

### Fortalezas
Para realizar el análisis interno de una corporación, deben aplicarse diferentes técnicas que permitan identificar dentro de la organización, qué atributos le permiten generar una ventaja competitiva sobre el resto de sus competidores internamente.

### Debilidades
Las debilidades se refieren a todos aquellos elementos, recursos de energía, habilidades y actitudes que la empresa ya tiene y que constituyen barreras para lograr la buena marcha de la organización. También se pueden clasificar: aspectos del servicio que se brinda, aspectos financieros, aspectos de mercado, aspectos organizativos, aspectos de control. Las debilidades son problemas internos que, una vez identificados y desarrollando una adecuada estrategia, pueden y deben eliminarse. Algunas de las preguntas que se pueden realizar y que contribuyen en el desarrollo son:
- ¿Qué se puede evitar?
- ¿Qué se debería mejorar?
- ¿Qué desventajas hay en la empresa?
- ¿Qué percibe la gente del mercado como una debilidad?
- ¿Qué factores reducen las ventas?
- ¿Qué se hace mal?

## Análisis externo
La organización no existe ni puede existir fuera de un entorno que le rodea. Así que el análisis del entorno empresarial permite fijar las oportunidades y amenazas que el contexto puede presentarle a una organización. El proceso para determinar esas oportunidades o amenazas se puede realizar estableciendo los principales hechos o acontecimientos del ambiente que tiene, o podrían tener, alguna relación con la organización. El análisis externo DAFO puede además complementarse con un Análisis PEST o Análisis PESTEL

### Oportunidades
Las oportunidades son aquellos factores positivos que se generan en el entorno y que, una vez identificados, pueden ser aprovechados y pasar a ser fortalezas. 
Son factores que resultan positivos y favorables en el entorno de la empresa. Ejemplos: Regulación a favor, competencia débil y mercado mal atendido. 
Algunas de las preguntas que se pueden realizar y que contribuyen en el desarrollo son:
- ¿Qué circunstancias mejoran la situación de la empresa?
- ¿Qué tendencias del mercado pueden favorecernos?
- ¿Existe una coyuntura en la economía del país?
- ¿Qué cambios de tecnología se están presentando en el mercado?
- ¿Qué cambios en la normatividad legal y política se están presentando?
- ¿Qué cambios en los patrones sociales y de estilos de vida se están presentando?

### Amenazas
Las amenazas son problemas o situaciones desfavorables y externas que pueden afectar directamente la existencia de la organización y, por las cuales, una vez identificadas, es necesario diseñar una estrategia óptima para poder solucionar dichos problemas.
Algunas de las preguntas que se pueden realizar y que contribuyen en el desarrollo son:
- ¿Qué obstáculos enfrenta la empresa?
- ¿Qué están haciendo los competidores?
- ¿Se tienen problemas de recursos de capital?
- ¿La competencia es superior, más eficiente?

## Matriz FODA
De la combinación de fortalezas con oportunidades surgen las potencialidades, las cuales señalan las líneas de acción más prometedoras para la organización o empresa. Las limitaciones, determinadas por una combinación de debilidades y amenazas, colocan una seria advertencia. Mientras que los riesgos (combinación de fortalezas y amenazas) y los desafíos (combinación de debilidades y oportunidades), determinados por su correspondiente combinación de factores, exigirán una cuidadosa consideración a la hora de marcar el rumbo que la organización deberá asumir hacia el futuro deseable, como sería el desarrollo de un nuevo producto.

## Importancia para la toma de decisiones
La toma de decisiones es un proceso cotidiano mediante el cual se realiza una elección entre diferentes alternativas a los efectos de resolver las más variadas situaciones. En todo momento se deben tomar decisiones.
Para realizar una acertada toma de decisiones respecto a un tema, es necesario conocerlo, comprenderlo y analizarlo, para así poder darle solución. Es importante recordar que "sin problema no puede existir una solución".
Por ello, las empresas deberían analizar la situación teniendo en cuenta la realidad particular de lo que se está analizando, las posibles alternativas a elegir y las consecuencias futuras de cada elección.
Lo significativo y preocupante es que existe una gran cantidad de empresas que enfrentan sus problemas tomando decisiones de forma automática e irracional (no estratégica), y no tienen en cuenta que el resultado de una mala o buena elección puede tener consecuencias en el éxito o fracaso de la empresa.
Las organizaciones deberían realizar un proceso más estructurado que les pueda dar más información y seguridad para la toma de decisiones y así reducir el riesgo de cometer errores. Aquí es donde radica la importancia de la Matriz FODA como elemento necesario para conocer su situación real. Su confección nos permite buscar y analizar, de forma proactiva y sistemática, todas las variables que intervienen en el negocio, con el fin de tener más y mejor información al momento de tomar decisiones.
Si bien lo imprescindible para una empresa es el Plan de Negocios, donde se plasma la misión, visión, metas, objetivos y estrategias, realizando correctamente el análisis FODA, se pueden establecer las estrategias Ofensivas, Defensivas, de Supervivencia y de Reordenamiento necesarias para cumplir con los objetivos empresariales planteados.
A partir de los datos extraídos en un análisis DAFO, hay que establecer las estrategias a desarrollar. Aparece un análisis complementario, el análisis CAME. Este consiste en Corregir las debilidades, Afrontar las amenazas, Mantener las fortalezas y Explotar las oportunidades. Con este análisis deben extraerse las estrategias para cumplir objetivos, un sistema menos conocido que el DAFO pero muy utilizado en el marketing empresarial.
Un análisis DAFO puede utilizarse para:
- Explorar nuevas soluciones a los problemas

- Identificar las barreras que limitarán objetivos

- Decidir sobre la dirección más eficaz

- Revelar las posibilidades y limitaciones para cambiar algo[6]

## Uso
El análisis DAFO puede utilizarse en cualquier situación de toma de decisiones cuando se define un estado final deseado (objetivo), no sólo en  organizaciones con ánimo de lucro. Los ejemplos incluyen organizaciones sin ánimo de lucro, unidades gubernamentales e individuos. El análisis DAFO también puede utilizarse en la planificación previa a la crisis y en la gestión de crisis preventiva. El análisis DAFO también puede utilizarse para crear una recomendación durante un estudio de viabilidad/encuesta.

### Construcción de estrategias
El análisis FODA puede utilizarse para construir una estrategia organizativa o personal. Los pasos necesarios para ejecutar el análisis orientado a la estrategia implican la identificación de los factores internos y externos (utilizando la popular matriz 2x2), la selección y evaluación de los factores más importantes y la identificación de las relaciones existentes entre las características internas y externas.
Por ejemplo, las fuertes relaciones entre los puntos fuertes y las oportunidades pueden sugerir buenas condiciones en la empresa y permitir el uso de una estrategia agresiva. Por otro lado, las fuertes interacciones entre debilidades y amenazas podrían ser analizadas como una potencial advertencia y consejo para utilizar una estrategia defensiva.

### Emparejamiento y conversión
Una forma de utilizar el FODA es el emparejamiento y la conversión. El emparejamiento se utiliza para encontrar ventaja competitiva emparejando las fortalezas con las oportunidades. Otra táctica es convertir las debilidades o amenazas en fortalezas u oportunidades. Un ejemplo de estrategia de conversión es encontrar nuevos mercados. Si las amenazas o debilidades no pueden convertirse, la empresa debe intentar minimizarlas o evitarlas.

### Planificación empresarial
Como parte del desarrollo de estrategias y planes que permitan a la organización alcanzar sus objetivos, dicha organización utilizará un proceso sistemático/riguroso conocido como planificación corporativa. El FODA junto con el PEST/PESTLE pueden utilizarse como base para el análisis de los factores empresariales y ambientales.
- Establecer objetivos: definir lo que la organización va a hacer
- Exploración del entorno
  - Evaluación interna del FODA de la organización: debe incluir una evaluación de la situación actual, así como una cartera de productos/servicios y un análisis del ciclo de vida del producto/servicio.
- Análisis de las estrategias existentes: debe determinar la relevancia de los resultados de una evaluación interna/externa. Esto puede incluir un análisis de las deficiencias de los factores del entorno.
- Definición de cuestiones estratégicas-factores clave en el desarrollo de un plan corporativo que la organización debe abordar
- Desarrollar estrategias nuevas/revisadas-el análisis revisado de los temas estratégicos puede significar que los objetivos deben cambiar
- Establecer factor crítico de éxitos-el logro de los objetivos y la implementación de la estrategia
- Preparación de planes operativos, de recursos y de proyectos para la aplicación de la estrategia
- Supervisión de todos los resultados: comparación con los planes, adopción de medidas correctivas, lo que puede significar la modificación de los objetivos/estrategias.

### Marketing
En muchos análisis de la competencia, los responsables de marketing elaboran perfiles detallados de cada competidor en el mercado, centrándose especialmente en sus puntos fuertes y débiles relativos de la competencia mediante el análisis DAFO. Los directores de marketing examinarán la estructura de costes de cada competidor, las fuentes de beneficios, los recursos y las competencias, el posicionamiento competitivo y la diferenciación de productos, el grado de integración vertical, las respuestas históricas a la evolución del sector y otros factores.
La dirección de marketing a menudo considera necesario invertir en investigación para recopilar los datos necesarios para realizar un análisis de marketing preciso. En consecuencia, la dirección suele realizar estudios de mercado (alternativamente, investigación de marketing) para obtener esta información. Los responsables de marketing emplean una gran variedad de técnicas para llevar a cabo la investigación de mercado, pero algunas de las más comunes son:
- Investigación de marketing cualitativa, como los grupos de discusión
- Investigación de marketing cuantitativa, como las encuestas estadísticas
- Técnicas experimentales como los mercados de prueba
- Técnicas de observación, como la observación etnográfica (in situ)
- Los directores de marketing también pueden diseñar y supervisar varios procesos de exploración del entorno y de inteligencia competitiva para ayudar a identificar g y fundamentar el análisis de marketing de la empresa.

A continuación se presenta un ejemplo de análisis FODA de la posición en el mercado de una pequeña consultoría de gestión especializada en la gestión de recursos humanos (RR.HH.):
| Fortalezas                                                                 | Debilidades                                                                        | Oportunidades                                                                                 | Amenazas                                                 |
| -------------------------------------------------------------------------- | ---------------------------------------------------------------------------------- | --------------------------------------------------------------------------------------------- | -------------------------------------------------------- |
| Reputación en el mercado                                                   | Escasez de consultores a nivel operativo y no a nivel de socios                    | Posición bien establecida con un nicho de mercado bien definido                               | Grandes consultorías que operan a un nivel menor         |
| Experiencia a nivel de socio en consultoría de gestión de recursos humanos | Incapaz de afrontar encargos multidisciplinares por su tamaño o falta de capacidad | Mercado identificado para la consultoría en áreas distintas de la gestión de recursos humanos | Otras pequeñas consultoras que buscan invadir el mercado |

## Nuevas versiones DAFO
Carnap (1993) presenta el FODA dinámico, que no compara factores internos y externos, sino que relaciona experiencias del pasado con opciones de desarrollo del futuro. Fortalezas se interpretan como éxitos en el pasado - las Debilidades como errores en el pasado. Eliminar errores habilita aprendizaje e innovación. Su aplicación en áreas críticas tiende a mediar conflictos, incrementa la motivación entre todos los participantes y orienta a soluciones. Contiene principios básicos de aprendizaje y genera procesos de innovación altamente participativos.
Un método para realizar un análisis DAFO basado en la lógica difusa fue propuesto en 2011 y perfeccionado en 2015 por el matemático cubano Javier Pérez Capdevila, el cual propone ponderar las fortalezas, oportunidades, debilidades y amenazas, bajo la concepción de que estas no se manifiestan por igual en la realidad. Para ello, propone que las votaciones de los expertos se hagan con números reales entre cero y cien, y que luego sean convertidos a valores entre cero y uno dividiendo por cien.